# Jet (varumärke)
För andra betydelser, se Jet.

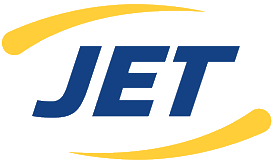
Logotyp.

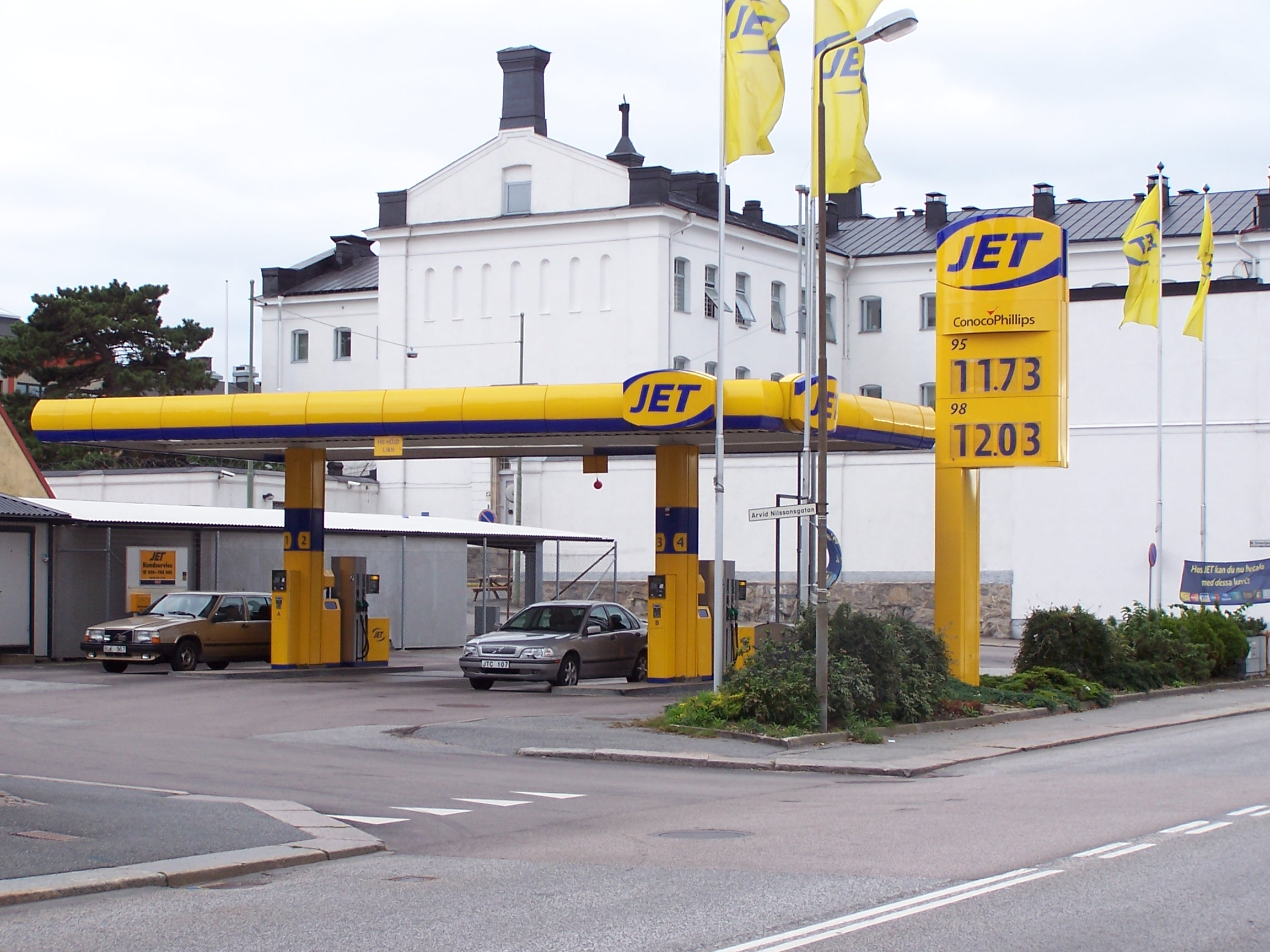
Jet bensinstation på Skeppsbrokajen i Karlskrona, 2005.

Jet är ett varumärke för petroleum, som grundades år 1953 i Yorkshire i Storbritannien. Namnet är taget från registreringsskylten på grundarens första tankbil. Sedan våren 1961 ägs Jet av amerikanska oljebolaget ConocoPhillips, och har Jet-stationer i Storbritannien, Tyskland och Österrike. Till 2014 fanns varumärket också i Sverige och Danmark.

## Historik
Jet var en lågpriskedja, som 1961 köptes av amerikanska Conoco och utvidgades med Sopi i Västtyskland och Österrike. Senare under 1960-talet köpte Conoco ytterligare oljebolag som Marathon i norra Italien och SECA i Belgien och Luxemburg. På 1970-talet köptes Klaus Salm i Västtyskland. 
År 1981 förvärvades brittiska Tenneco och svenska ARA-bolagen. I början av 2000-talet fusionerades Conoco med sin amerikanska konkurrent Phillips till ConocoPhillips. År 2003 såldes Jets brittiska stationer. År 2004 förvärvade ConocoPhillips en minoritetsandel i ryska oljebolaget Lukoil, varefter Jet-stationerna i Belgien, Finland, Polen, Tjeckien och Slovakien såldes vidare till Lukoil. Stationerna i Finland skyltades om till Teboil. År 2009 såldes stationerna i Norden till Statoil och St1. År 2014 fanns Jet kvar som varumärke i Storbritannien, Tyskland och Österrike.

## Jet i Sverige
Jet i Sverige har sina rötter i lågpriskedjan Maxi, som oljeimportören ARA-bolagen köpte 1978. Bolaget använde i början varumärket ARA, och etablerade – utöver de befintliga Maxi-stationerna – sin första station 1978 i Göteborg. Efter det att ARA-bolagen 1951 köpts av Conoco namnändrades bolaget till Jet. I Sverige var alla Jet-stationer automatstationer, och saluförde fram till början av 2000-talet enbart bensin som drivmedel. I mitten av 2000-talet tillkom diesel på en del stationer.
Enligt Svenska Petroleuminstitutet var Jet 2007 den tredje största aktören (12,9 %) inom motorbensin i Sverige efter OKQ8 och Statoil.
ConocoPhillips sålde 2007 sina 274 bensinstationer i Norden, 163 i Sverige, 39 i Norge och 71 i Danmark, till norska Statoil. Den 21 september 2008 meddelade EU-kommissionen att man godkände affären, men villkoret att StatoilHydro sålde samtliga JET-stationer i Norge och 40 av de totalt 163 JET-stationerna i Sverige. Affären omfattade i slutändan att StatoilHydro övertog 123 stationer i Sverige och samtliga 71 stationer i Danmark. De 80 stationerna i Sverige och Norge såldes under 2009 till finländska St1.
Efter Statoils köp år 2008 av Jet-stationerna användes varumärket Jet på licens. Statoil sålde 2012 samtliga bensinstationer. Med början i april 2014 omskyltades tidigare Jet-stationer i Sverige och Danmark till Ingo.